# 阿鲁沙机场
阿鲁沙机场，坦桑尼亚的一个国内机场，坐落于阿鲁沙区首府阿鲁沙市的Olasiti区